# Alassane N’Diaye (Fußballspieler, 1991)
Alassane N’Diaye (* 14. Juni 1991 in Limoges) ist ein französisch-senegalesischer Fußballspieler.

## Karriere
N’Diaye begann seine fußballerische Ausbildung bei Chamois Niort. In der Saison 2010/11 spielte er in der dritten Liga Frankreichs bereits einmal für die Profis. In der darauf folgenden Spielzeit 2011/12 kam er dort bereits auf 19 Einsätze, wobei er zweimal treffen konnte.
Im Sommer 2012 wechselte er schließlich zum Ligakonkurrenten CA Bastia, trotz des Aufstiegs in die Ligue 2 von Chamois Niort. Dort schoss er in seiner ersten Saison zwölf Tore in insgesamt 39 Partien. Auch mit Bastia schaffte er den Aufstieg in die Ligue 2. So gab er am direkt sein Profidebüt bei einer 0:1-Niederlage gegen den RC Lens. Sein erstes Tor im Profibereich schoss er erst Anfang Februar 2014, als er mit seinem Team 1:4 gegen LB Châteauroux verlor. Insgesamt spielte er in jener Saison 34 Mal, wobei er zwei Tore schoss.
Nach zwei Jahren und dem Abstieg des Vereins verließ er Bastia schon wieder und wechselte zum AC Arles, die ebenfalls in der Ligue 2 spielten. Jedoch wurde er nach nur einem Einsatz in der Liga an den Drittligisten Racing Straßburg verliehen. In Straßburg war er Stammspieler und konnte sieben Tore und drei Vorlagen in 33 Einsätzen erzielen.
Direkt nach seiner Rückkehr zu Arles wurde er erneut aufgrund des Abstiegs abgegeben und schloss sich Stade Laval an. Hier spielte er 27 Mal und schoss dabei zwei Tore. In der Hinrunde der Saison 2016/17 schoss er vier Tore in 17 Partien.
Dennoch verließ er Frankreich in der Winterpause und wechselte in die saudi-arabische Saudi Professional League zu al-Taawoun. Dort spielte er am 20. Januar 2017 das erste Mal auf internationaler Ebene gegen Lokomotiv Taschkent in der AFC Champions League. Gegen al-Ahli Dubai schoss er am vierten Spieltag der Gruppe sein erstes Tor in besagter Champions League. Nach einem halben Jahr, fünf Scorern in acht Ligaspielen, zwei Toren in sechs Champions-League-Spielen und zwei Toren in drei Pokalpartien verließ er Saudi-Arabien direkt wieder.
Er wechselte zurück in die Ligue 2 zu Clermont Foot. Hier war er direkt gesetzt und bestritt jedes einzelne der 42 Saisonspiele und konnte dabei drei Tore schießen und vier weitere auflegen. Auch in der Saison 2018/19 war er Stammspieler und schoss in 40 Spielen erneut drei Tore. In der verkürzten Spielzeit 2019/20 spielte er schließlich nur 22 von 31 möglichen Spielen, wobei er zweimal ins gegnerische Tor traf.
Im Sommer 2020 verließ er Clermont wieder und schloss sich dem AC Ajaccio an. Hier war er jedoch ganz und gar nicht fester Bestandteil der Mannschaft und spielte nur neunmal in der gesamten Saison 2020/21. Auch 2021/22 schaffte er es nicht, sich durchzusetzen und spielte nur zwölf Ligaspiele. Mit seinem Team schaffte er aber den Aufstieg in die Ligue 1, wo er in der Saison 2022/23 jedoch kein Teil des Kaders war und nur für die fünftklassige Zweitmannschaft spielte. Mit dem Auslaufen des Vertrags trennten sich Verein und Spieler im Sommer 2023.
Im Februar 2024 unterschrieb er beim Fünftligisten Les Sables FCOC Vendée aus dem Westen Frankreichs.

## Erfolge
Chamois Niort
- Aufstieg in die Ligue 2: 2012

CA Bastia
- Aufstieg in die Ligue 2: 2013

AC Ajaccio
- Zweiter der Ligue 2 und Aufstieg in die Ligue 1: 2022